# Микола Пушницький
Микола Пушницький ( — ) — російський яхтсмен.
Бронзовий призер Олімпійських Ігор 1912 року в класі 10 метрів.